# Династія Сасанідів
Сасані́ди — династія перських іранських правителів (шахіншахів), що правили в Сасанідській імперії в 224-651.  

## Історія
Династія походила з Парсу (Фарс), названа за іменем Сасана, який був батьком першого царя Парса з роду Сасанідів Папака. Син Папака Ардашир I в 224 розбив парфянського царя Артабана V і заснував державу Сасанідів. При Ардаширові I і Шапурі I були приєднані великі області. У III столітті в державі Сасанідів ще зберігалися автономні «царства» (Систан, Керман, Мерв і ін.) І міста типи полісів. Перемоги Сасанідів над Римом зміцнили їх державу і призвели до посилення центральної влади шахіншаха. Вже при утворенні держави Сасаніди спиралися на іранське жрецтво (зороастризм).
В кінці III — початку IV століть від імперії відпав ряд областей на Сході, проте під час правління Шапура II (правив в 309—379) владу в раніше втрачених областях було відновлено. За договором 387 року до Сасанідам відійшли райониМесопотамії і велика частина Вірменського царства.
У V столітті царі місцевих династій Вірменії, Кавказької Албанії та Іберії були замінені сасанідськими намісниками. У 2-й половині V століття відбулися повстання на Закавказзі, в 571—572 роках — у Вірменії. Після початку Маздакітського руху в кінці V століття в державі відбулися глибокі зміни в системі управління, соціально-політичній структурі і культурі.
При Хосрові I Анушірвані (правив у 531—579) частина старої знаті виявилася в безпосередній економічній залежності від держави і царя, а також зросла роль бюрократичного апарату і чиновництва. З початку VI століття відбувалися війни з Візантією, які проходили з перемінним успіхом. У 558—568 роках Сасаніди розгромили ефталітів і включили до складу держави ряд областей в Афганістані і Середній Азії. Близько 570 року був завойований Ємен. Близько 589 року були розгромлені тюрки, що вторглися в державу. Тривала війна з Візантією привела до виснаження матеріальних ресурсів держави. Це, а також різке збільшення податків підірвали політичну й економічну могутність держави Сасанідів.
У 628—632 змінилося близько 10 царів. При Єздигері III державу Сасанідів було завойовано арабами.

## Царі династії
Царі династії Сасанідів: Ардашир (Артахшер) I (224—239); Шапур I (239—272); Ормізд I (Ормізд-Ардашир) (272—273); Бахрам I (Варахран) (273—276); Бахрам II (276—293); Бахрам III (293); Нарс (293—302); Ормізд II (302—309); Шапур II (309—379); Ардашир II (379—383); Шапур III (383—388); Бахрам IV (388—399); Єздигерд I (399—420 / 421); Бахрам V Гур (421—439); Єздигерд II (439—457); Ормізд III (457—459); Пероз (459—484); Балаш (484—488); Кавад I (488—496, 498 / 499—531); Замасп (496—498 / 99); Хосров I Ануширван (531—579); Ормізд IV (579—590); Бахрам Чубин (590—591, не з роду Сасанідів); Хосров II Парвіз (591—628); Кавад II (628); Ардашир III (628—629); Фаррухан Шахрвараз (629, не з роду Сасанідів); Боран (цариця, 629—630); Азармедухт (цариця, 630—631); в 629-32 в різних частинах держави царями вважалися Хосров III, Ормізд V, в 631/632 в Ктесифоні правил Фаррух-зад-Хосров; Єздигерд III (632—651 або 652).
| №  | Ім'я               | Зображення | Титул | Наслідування                       |
| -- | ------------------ | ---------- | --- | ---------------------------------- |
| 1  | Сасан              |            | хватав Анахіт |                                    |
| 2  | Папак              |            | хватав Анахіт (?—209) шах Істахрдата (209—220)                                                                   | син Сасана                         |
| 3  | Шапур              |            | шах Істахрдата (209—220)                                                                                         |                                    |
| 4  | Ардашир I Папакан  |            | шах Істахрдата (220—224) великий шаханшах Ерана (224—239)                                                        | син Папака                         |
| 5  | Пероз I            |            | великий шаханшах Ерана (239)                                                                                     | син Арташира I Папакана            |
| 6  | Шапур I            |            | великий шаханшах Ерана (239—260) великий шаханшах Ерана і Анерана (260—274)                                      | син Арташира I Папакана            |
| 7  | Ормізд I           |            | великий шах Вірменії (260—274) великий шаханшах Ерана і Анерана (274)                                            | син Шапура I                       |
| 8  | Хварміздак         |            | великий шах Вірменії (274)                                                                                       | син Ормізда I                      |
| 9  | Хвармізд           |            | шах Індії, Сакастана і Тохаристана (276—291)                                                                     | син Шапура                         |
| 10 | Бахрам I           |            | шах Гіляна (260—262) шах Кермана (262—274) великий шаханшах Ерана і Анерана (274—276)                            | син Шапура I                       |
| 11 | Бахрам II          |            | шах Індії, Сакастана і Тохаристана (274—276) великий шаханшах Ерана і Анерана (276—293)                          | син Бахрама I                      |
| 12 | Бахрам III         |            | шах Індії, Сакастана і Тохаристана (291—293) великий шаханшах Ерана і Анерана (293)                              | син Бахрама II                     |
| 13 | Атурфарнбаг        |            | |                                    |
| 14 | Нарсе              |            | шах Індії, Сакастана і Тохаристана 260—274 великий шах Вірменії 274—293 великий шаханшах Ерана і Анерана 293—302 | син Шапура I                       |
| 15 | Ормізд II          |            | шах Індії, Сакастана і Тохаристана 293—302, великий шаханшах Ерана і Анерана 302—309                             | син Нарсеха                        |
| 16 | Шапур II           |            | шах Індії, Сакастана і Тохаристана 302—309, великий шаханшах Ерана і Анерана 309—379                             | син Хвармизда II                   |
| 17 | Арташир II         |            | великий шах Кушан 330—379, великий шаханшах Ерана і Анерана 379—383                                              | син Шапура II                      |
| 18 | Шапур III          |            | великий шаханшах Ерана і Анерана 383—388                                                                         | син Шапура II                      |
| 19 | Бахрам IV          |            | великий шах Кушан 379—388, великий шаханшах Ерана і Анерана 388—399                                              | син Шапура II                      |
| 21 | Бахрам             |            | великий шах Кушан 388—421                                                                                        | син Бахрама IV                     |
| 22 | Єздигерд I         |            | великий шаханшах Ерана і Анерана 399—421                                                                         | син Шапура III                     |
| 23 | Бахрам V           |            | великий шаханшах Ерана і Анерана 421—439                                                                         | син Єздигерда I                    |
| 24 | Єздигерд II        |            | великий шаханшах Ерана і Анерана 439—457                                                                         | син Бахрама V                      |
| 25 | Ормізд III         |            | великий шах Кушан 421—457, великий шаханшах Ерана і Анерана 457—459                                              | син Єздигерда II                   |
| 26 | Пероз              |            | великий шах Кушан 457—459, великий шаханшах Ерана і Анерана 459—484                                              | син Єздигерда II                   |
| 27 | Балаш              |            | великий шаханшах Ерана і Анерана 484—488                                                                         | син Єздигерда II                   |
| 28 | Вачаган II         |            | шах Албанії 487—510                                                                                              | син Єздигерда II                   |
| 29 | Кавад I            |            | великий шаханшах Ерана і Анерана 488—496, 498—531                                                                | син Пероза II                      |
| 31 | Замасп             |            | великий шах Вірменії?—496, великий шаханшах Ерана і Анерана 496—498                                              | син Пероза II                      |
| 32 | Нарсех             |            | великий шах Вірменії 496—?                                                                                       | син Замаспа                        |
| 33 | Сурхаб             |            | шах Албанії 496—?                                                                                                | син Замаспа                        |
| 34 | Хосров I           |            | великий шаханшах Ерана і Анерана 531—579                                                                         | син Кавада I                       |
| 35 | Ормізд IV          |            | великий шаханшах Ерана і Анерана 579—590                                                                         | син Хосрова I                      |
| -  | Бахрам Чубин       |            | | не Сасанід                         |
| 36 | Бістам             |            | шах Атурпатакана 590—596                                                                                         | син Хосрова I                      |
| 37 | Хосров II          |            | великий шаханшах Ерана і Анерана 590—628                                                                         | син Ормизда IV                     |
| 38 | Кавад II           |            | великий шаханшах Ерана і Анерана 628                                                                             | син Хосрова II                     |
| 39 | Арташир III        |            | великий шаханшах Ерана і Анерана 628—629                                                                         | син Кавад II                       |
| 40 | Фаррухан Шахрвараз |            | шахіншах 629 | не Сасанід, полководець Хосрова II |
| 41 | Борандохт          |            | велика цариця цариць Ерана і Анерана 629—630                                                                     | дочка Хосрова II                   |
| 42 | Азармедохт         |            | велика цариця цариць Ерана і Анерана 630—631                                                                     | дочка Хосрова II                   |
| 43 | Фаррухзад Хосров   |            | великий шаханшах Ерана і Анерана 631—632                                                                         |                                    |
| 44 | Єздигерд III       |            | великий шаханшах Ерана і Анерана 632—651                                                                         |                                    |